# Ulysses (1967)
Ulysses (Brasil: Alucinação de Ulisses ) é uma coprodução cinematográfica anglo/norte-americana de 1967, do gênero drama, dirigido por Joseph Strick e estrelada por Milo O'Shea e Barbara Jefford.

## Sinopse
Um dia na vida de Leopold Bloom, um judeu impotente, de sua esposa Molly, e do estudante e poeta Stephen Dedalus. Mais do que suas ações, são focalizados principalmente seus pensamentos e fantasias.

## Premiações
| Patrocinador                                            | Prêmio        | Categoria | Situação    |
| ------------------------------------------------------- | ------------- | --- | ----------- |
| Academia de Artes e Ciências Cinematográficas           | Oscar         | Melhor Roteiro Adaptado | Indicado    |
| Associação de Correspondentes Estrangeiros de Hollywood | Golden Globe  | Melhor Filme Estrangeiro (Falado em Inglês)                                                                                 | Indicado    |
| British Academy of Film and Television Arts             | BAFTA         | Melhor Atriz Britânica (Barbara Jefford) Melhor Fotografia Britânica Novato Mais Promissor em Papel Principal (Milo O'Shea) | Indicado    |
| National Board of Review                                | NBR           | Dez Melhores Filmes de 1967                                                                                                 | Escolhido   |
| Directors Guild of America                              | DGA           | Melhor Diretor | Indicado    |
| Festival de Cannes                                      | Palma de Ouro | Melhor Filme | Selecionado |

## Elenco
| Ator/Atriz        | Personagem        |
| ----------------- | ----------------- |
| Milo O'Shea       | Leopold Bloom     |
| Barbara Jefford   | Molly             |
| Maurice Roëves    | Stephen Dedalus   |
| T.P. McKenna      | Buck Mulligan     |
| Anna Manahan      | Bella Cohen       |
| Chris Curran      | Myles Crawford    |
| Fionnula Flanagan | Gerty MacDowell   |
| Geoffrey Golden   | O Cidadão         |
| Martin Dempsey    | Simon Dedalus     |
| Eddie Golden      | Martin Cunningham |
| Maire Hastings    | Mary Driscoll     |
| David Kelly       | Garrett Deasy     |
| Graham Lines      | Haines            |
| Desmond Perry     | Bantam Lyons      |
| Rosaleen Linehan  | Enfermeira Callan |